# Долгеньковский сельский совет (Харьковская область)
Долгеньковский сельский совет — входит в состав Изюмского района Харьковской области Украины.
Административный центр сельского совета находится в селе Долгенькое.

## Населённые пункты совета
- село Долгенькое